# Kammeroper Salzburg
Die Kammeroper Salzburg ist ein freies Opernensemble in Salzburg, Österreich, ohne feste Spielstätte. Sie wurde 2020 vom Dirigenten Gordon Safari, Regisseur Konstantin Paul und Bühnen- und Kostümbildner Michael Hofer-Lenz gegründet. Als relativ junge Institution hat sich die Kammeroper auf die Aufführung von zeitgenössischem Musiktheater und Werke des 20. und 21. Jahrhunderts spezialisiert. Ziel ist es, mit jährlich zwei Eigenproduktionen neue Perspektiven auf die Opernkultur abseits der etablierten Bühnen in Salzburg zu schaffen.

## Künstlerische Ausrichtung
Das Repertoire der Kammeroper Salzburg umfasst Werke des modernen Musiktheaters, mit einem besonderen Fokus auf die Aufführung von Kompositionen des 20. und 21. Jahrhunderts. Die Produktionen der Kammeroper zeichnen sich durch interdisziplinäre Ansätze aus, bei denen häufig Musik, Theater, bildende Kunst und Digitalität miteinander verbunden werden. Die Kammeroper Salzburg versteht sich daher als Plattform für innovative künstlerische Experimente, indem beispielsweise Opernszenen auf Vorschlägen des Publikums improvisiert werden. 

## Geschichte
Die Kammeroper Salzburg wurde 2020 im ersten COVID-19-Lockdown zeitgleich mit der Uraufführung der Digital Opera Tag 47 gegründet. Die Produktion fand in der Fachpresse großen Zuspruch. 
Seit 2022 veranstaltet die Kammeroper Salzburg die Kammeroper Improv Night, bei der Kurzszenen von einem Sängerensemble und Orchester auf Themen des Publikums hin improvisiert werden. Dieses Format soll 2025 als Koproduktion mit der Volksoper Wien auch erstmals in Wien zu sehen sein.
2024 zeigte die Kammeroper im Rahmen der Salzburg Pride zum ersten Mal eine österreichische Erstaufführung mit Werken des britischen Komponisten Iain Bell.

## Bisherige Produktionen
- 2020: Tag 47 (Digital Opera, Uraufführung), Echo System. Things left unsaid (Uraufführung)
- 2021: Im Westen nichts Neues. Im Süden aber auch nicht (Digital Opera, Uraufführung)
- 2022: Kammeroper Improv Night, Europeras 3 + 4 (von John Cage)
- 2023: Kammeroper Improv Night
- 2024: Kammeroper Improv Night, The Man With Night Sweats und Comfort Starving (Österreichische Erstaufführungen, von Iain Bell)
- 2025: Kammeroper Improv Night